# Manuel Morais
Manuel Antonio Morais Valerio, más conocido como Manuel Morais, (Maturin, 3 de febrero de 1998) es un futbolista venezolano que juega de extremo izquierdo en el CD D. Benito(Extremadura de la 2ª Federación 

## Carrera deportiva
Morais comenzó su carrera deportiva en el Polvorín F. C., filial del C. D. Lugo, en 2017, equipo por el que fichó después de cancelar su llegada al Club Lemos, de las categorías regionales de Galicia.
En 2019 comenzó a despuntar, después de anotar un triplete el 1 de diciembre de 2019 frente al C. D. As Pontes, lo que le llevó a debutar días después en la Copa del Rey con el C. D. Lugo, en un partido frente al Sestao River.
El 12 de julio de 2020 debutó como profesional, en Segunda División, en un empate a dos frente al Girona F. C.
En la temporada 2021-2022 jugó en el Barco CF 3ª Federación
En la temporada 2022-2023 juega en D.Benito 2ª Federación

## Clubes
| Club           | País   | Año         |
| -------------- | ------ | ----------- |
| Polvorín F. C. | España | 2017 - Act. |
| C. D. Lugo     | España | 2020 - 2021 |
| Barco cf       | España | 2021 - 2022 |
| CD D. Benito   | España | 2022 - 2023 |